# Bihar ul-Anwar
Pour les articles homonymes, voir Bihar (homonymie).
Bihar ul-Anwar ou « l’océan des lumières » (en arabe : بحارالانوار), est une collection complète de traditions (hadiths) compilée par le savant chiite Muhammad Baqer al-Majlisi, connu sous le nom d'Allama Majlisi (mort en 1110/1698). Bihar ul-Anwar est la plus grande source de hadith du chiisme en arabe.

## Contenu
Bihâr al-Anwâr est une encyclopédie du hadith, rapportant des récits historiques et des commentaires sur le coran. Il se compose de 110 volumes. C’est la plus grande compilation de hadith parmi tous les corpus de traditions chiites. L’auteur a collecté des traditions remontant jusqu’au prophète et sa fille Fatimah, ainsi qu’aux Imams, en utilisant des sources chiites et sunnites. L’ouvrage contient aussi les commentaires très documentés de Majlisi au sujet de ces récits. Probablement achevé entre 1694 et 1698. Majlisi a recueilli toute la sagesse qu’il a pu trouver afin de conserver ce savoir pour les prochaines générations. Son but était de collecter toutes les traditions disponibles, sans les analyser en déterminant leur authenticité.